# Conflux
Conflux — выпуск-расширение для карточной игры Magic: The Gathering. Пререлизные мероприятия прошли 31 января и 1 февраля, релиз состоялся 6 февраля. Пререлизной картой стал Малфегор с альтернативным артом, релизной — Обелиск Алары с альтернативным артом. Несмотря на то, что названия предыдущего и следующего сетов были переведены на русский язык, название этого сета оставлено издателем в оригинале — Conflux (рус. Слияние).

## Детали выпуска
Сет продолжает развивать идеи, внесённые в выпуске «Осколки Алары», но на этот раз осколки начинают сталкиваться друг с другом, привнося новые элементы: Эспер сталкивается с Гриксисом и Бэнтом, Бэнт — с Эспером и Найей, Найя — с Бэнтом и Джандом, Джанд — с Гриксисом и Найей, Гриксис — с Эспером и Джандом. В выпуске появился новый planeswalker — Никол Болас, который и является виновником того, что происходит с Аларой.
Сет продолжает развивать способности «повышение», «пожирание» и «откапывание», введённые в предыдущем выпуске, а также добавляет новую — «владения» (англ.  Domain), которая связана с типами базовых земель под контролем игрока.